# Široká Niva
Široká Niva (niem. Breitenau) – gmina w Czechach, w powiecie Bruntál, w kraju morawsko-śląskim. Według danych z dnia 1 stycznia 2012 liczyła 597 mieszkańców.
Dzieli się na trzy części:
- Široká Niva
- Pocheň
- Skrbovice

## Osoby urodzone w Širokiej Nivie
- Rudolf Koppitz (1884-1936) – austriacki fotograf, urodzony w Skrbowicach

## Galerie

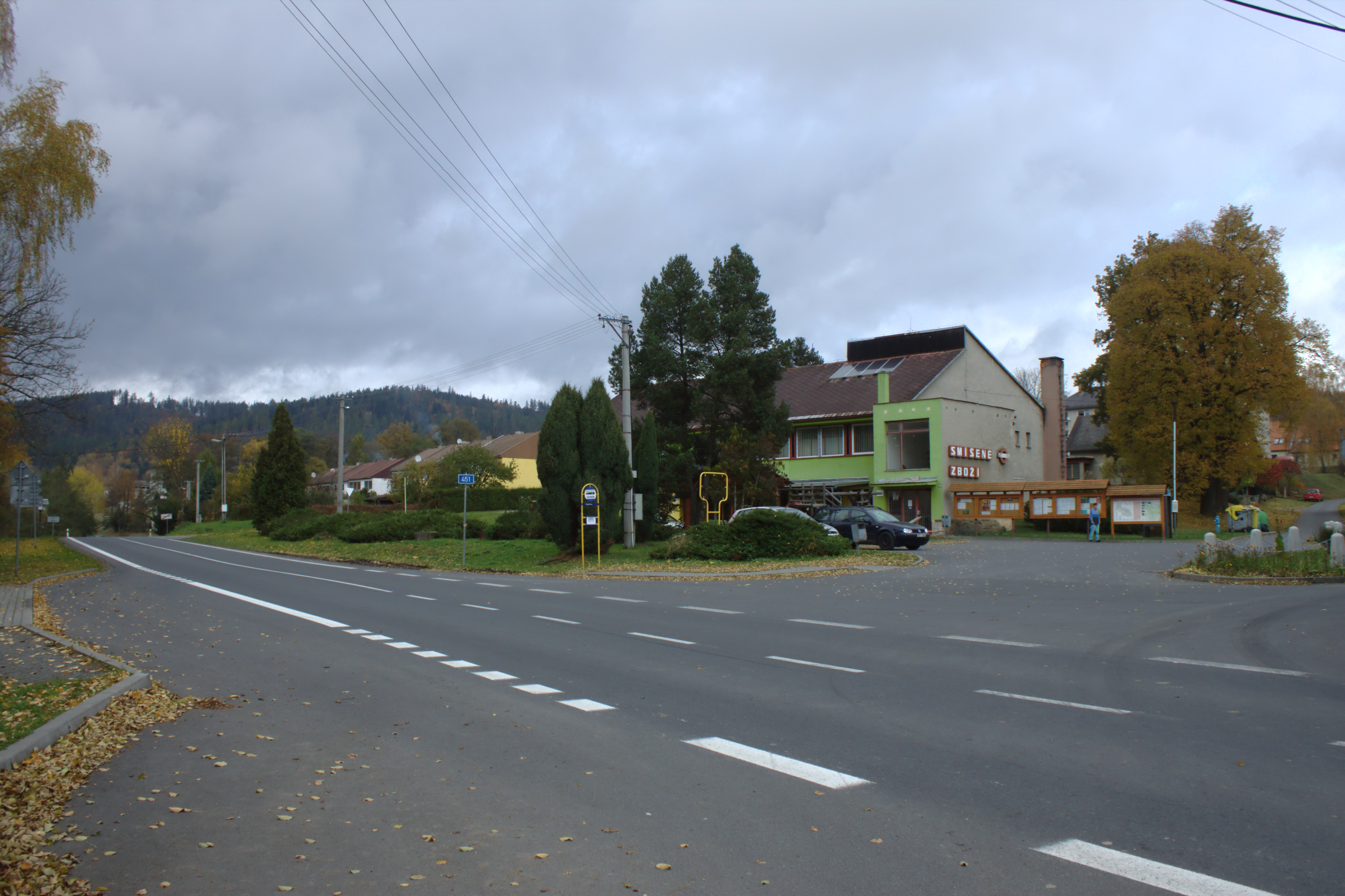
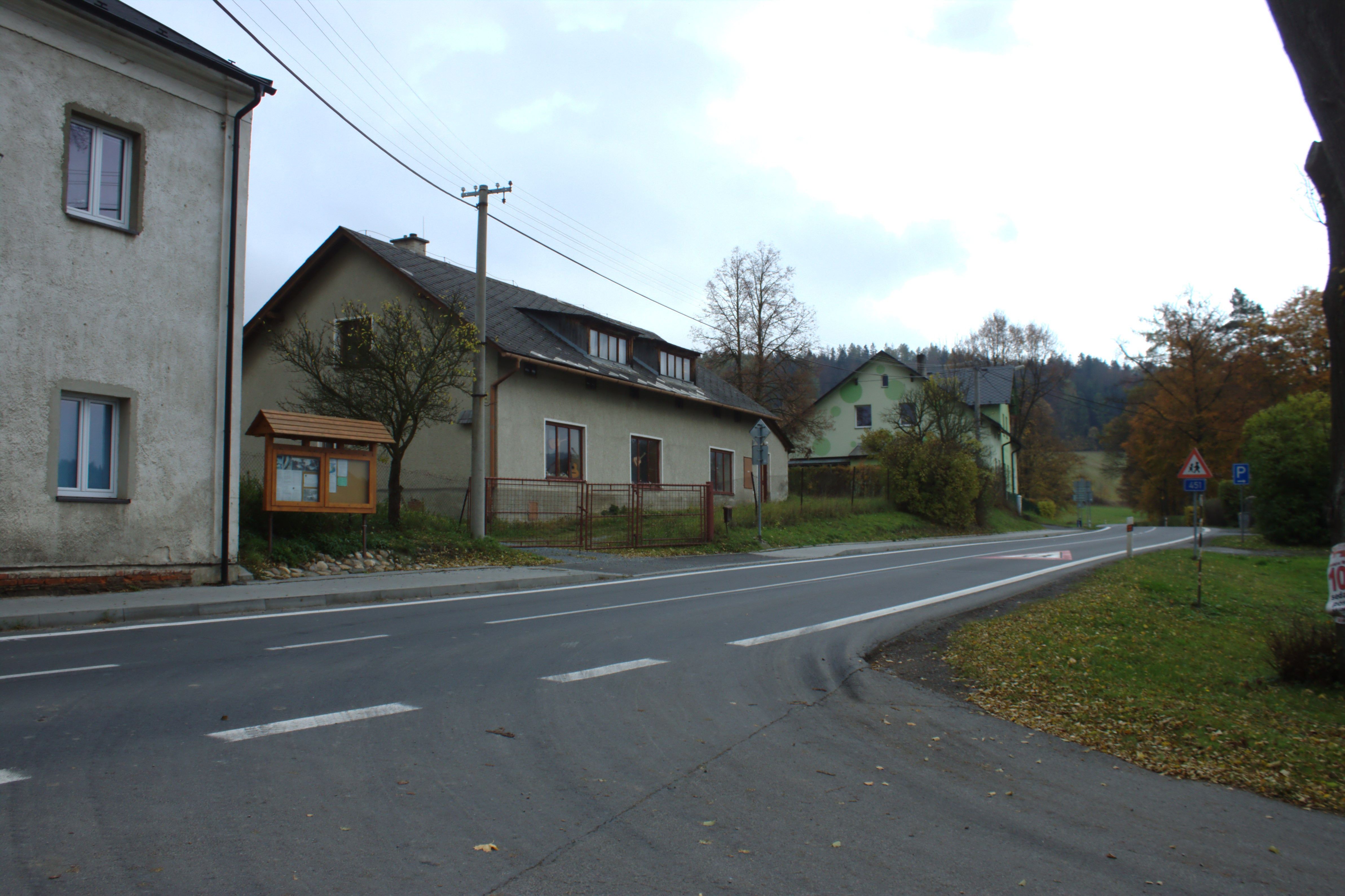
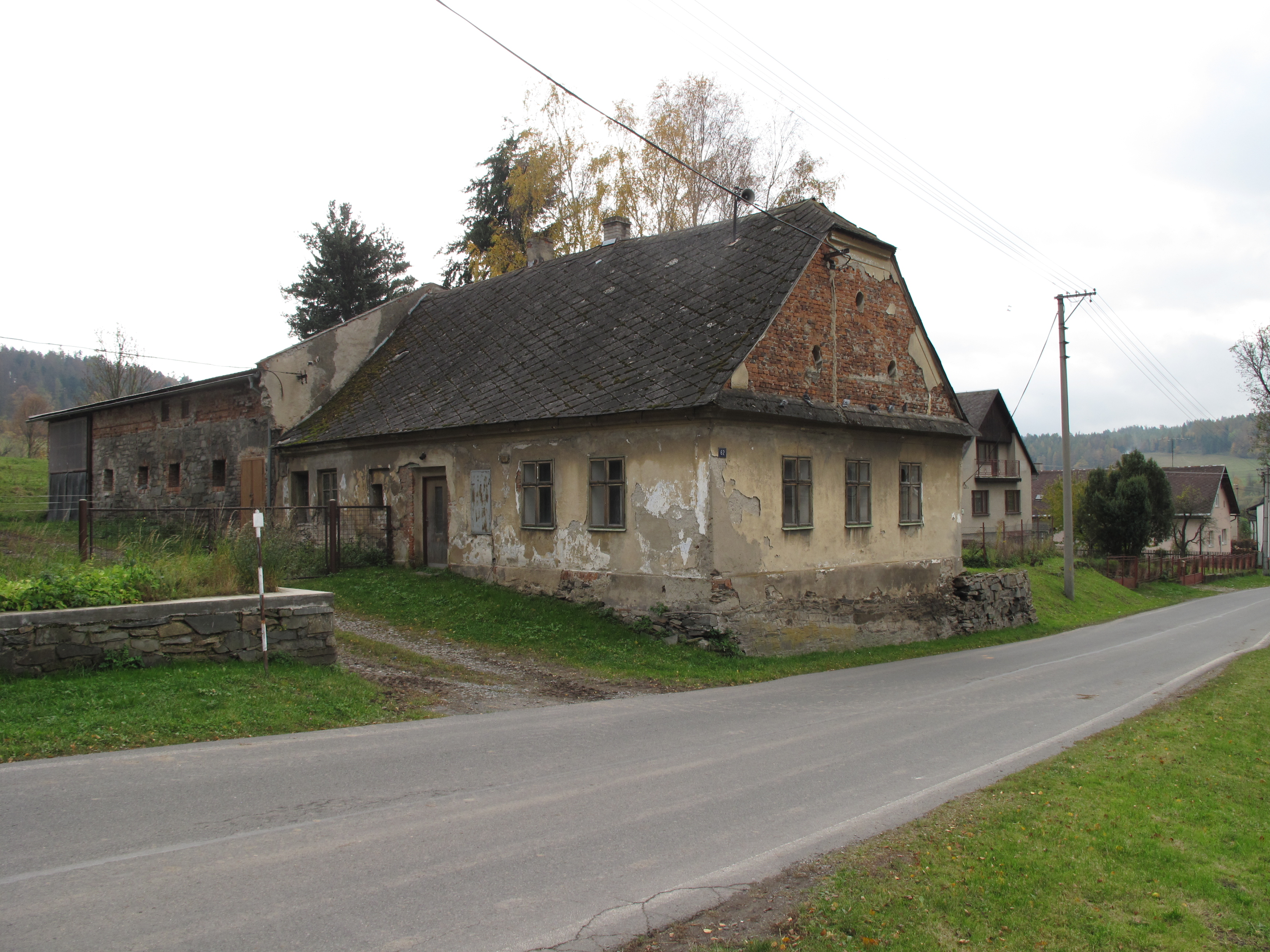